# Trinitatiskirche (Meißen-Zscheila)

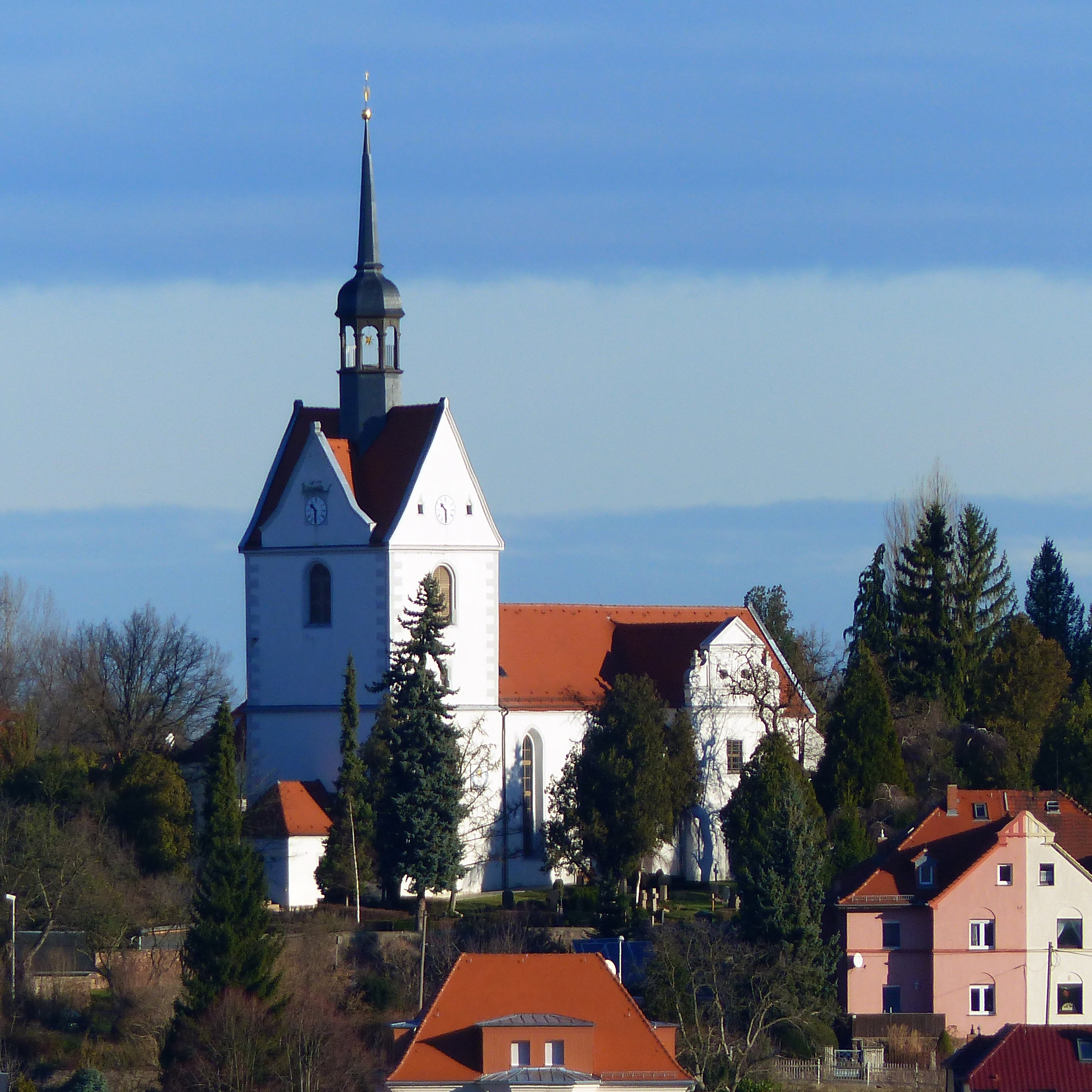
Trinitatiskirche in Meißen-Zscheila

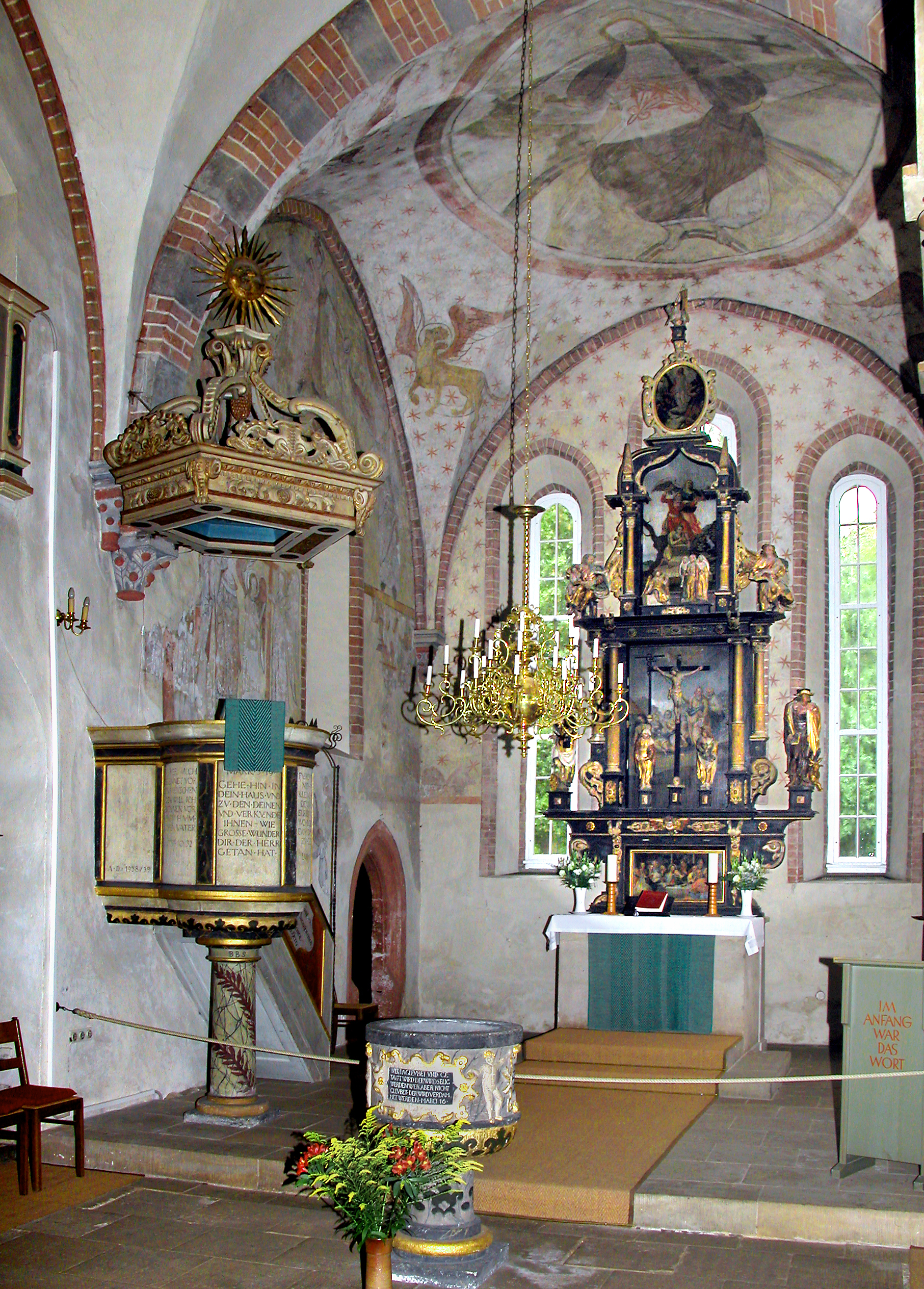
Innenansicht Chor

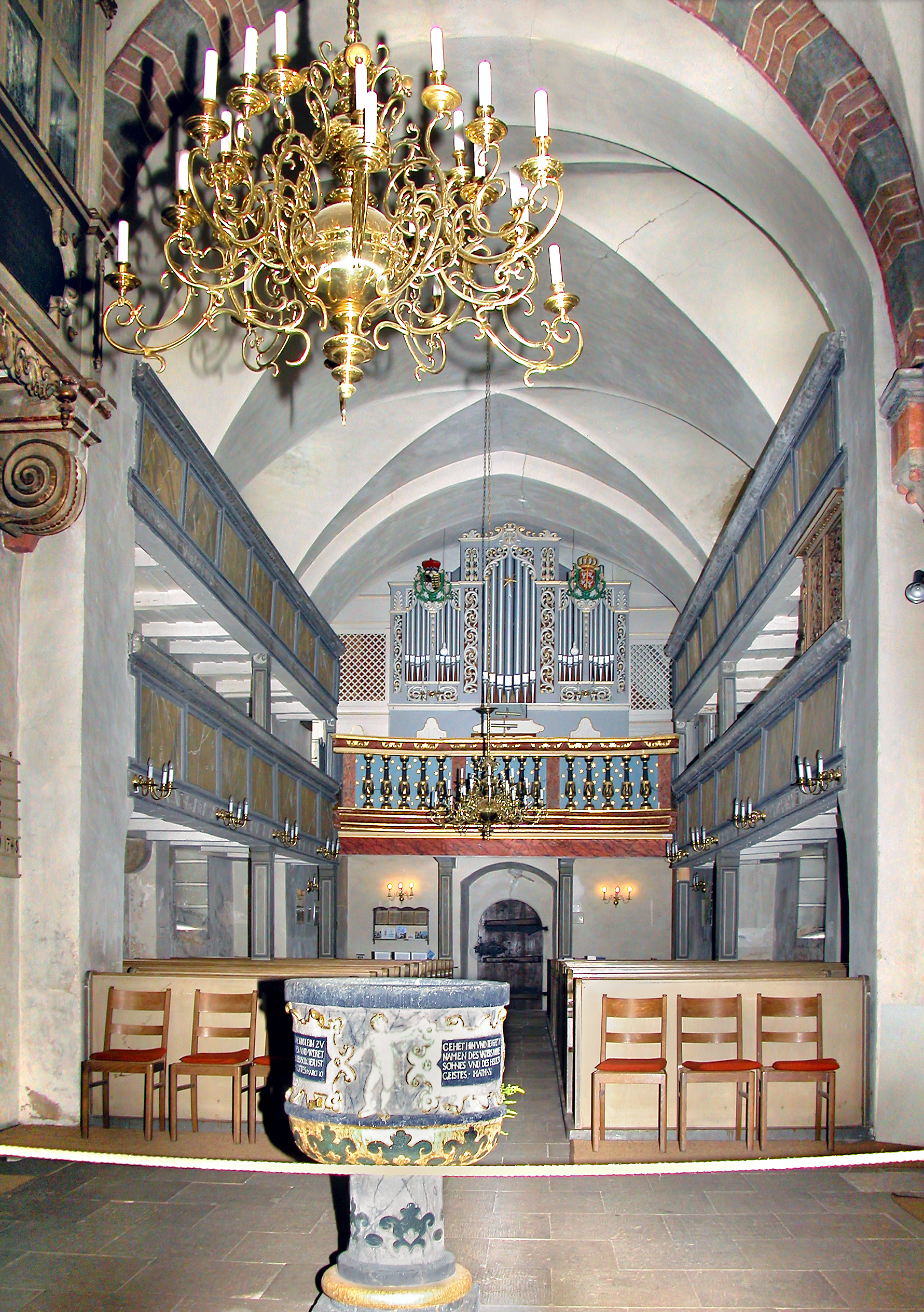
Innenansicht nach Westen

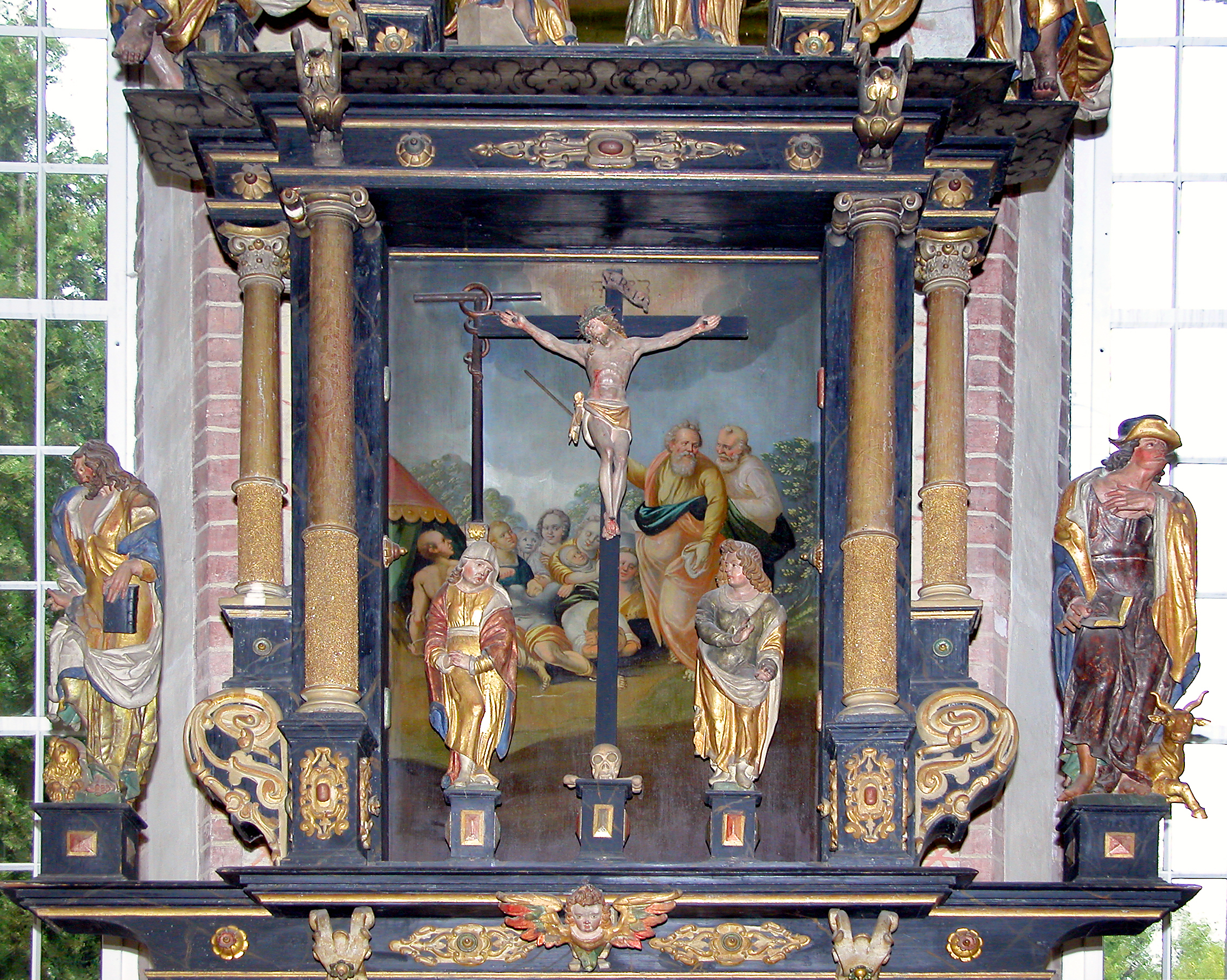
Altardetail

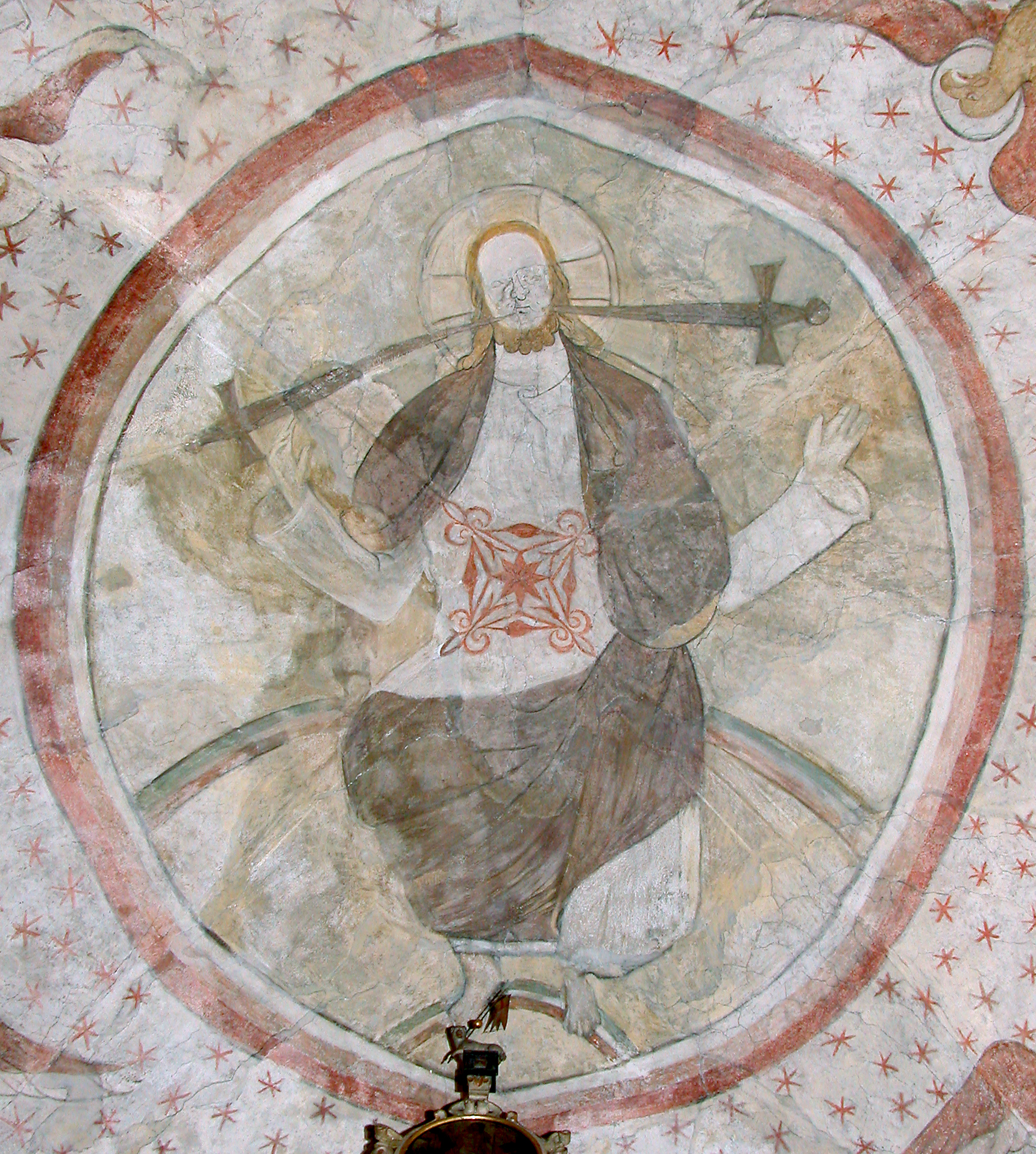
Deckengemälde

Die evangelische Trinitatiskirche ist eine ursprünglich frühgotische, mehrfach umgebaute Saalkirche im Ortsteil Zscheila von Meißen im gleichnamigen Landkreis in Sachsen. Sie gehört zur Kirchengemeinde St. Trinitatis Zscheila im Evangelisch-lutherischen Kirchenbezirk Meißen-Großenhain der Evangelisch-Lutherischen Landeskirche Sachsens.

## Geschichte
Die ehemalige Stiftskirche hatte ursprünglich das Patrozinium St. Georg, ist jedoch nach dem Umbau von 1670 der Heiligen Dreifaltigkeit geweiht und führt seit der Eingemeindung Zscheilas in die Stadt Meißen den Namen Trinitatiskirche. Die auf einer Anhöhe gelegene Saalkirche mit zwei Chorjochen aus der Mitte des 13. Jahrhunderts wurde um 1500 mit dem heutigen Schiff und dem Westturm versehen, der allerdings vermutlich im Kern romanisch ist. Das Bauwerk wurde in den Jahren 1667–1669 umgebaut; in dieser Zeit wurden der Saal neu eingewölbt, die Emporen eingebaut, Betstuben und die Gruft an der Südseite erbaut, der Turm mit einer neuen Spitze versehen und ein neuer Altar sowie eine neue Kanzel aufgestellt. Im Jahre 1715 wurde die Schillingsche Gruft mit der Proschwitzer Empore eingebaut und um 1830 die Vorhalle am Turm erbaut. In den Jahren 1868 und 1902 wurde der Außenputz mit Streifen und Quadern erneuert und das Innere restauriert und mit einer neuen Fassung von Kanzel und Altar versehen. In den Jahren 1935–1939 wurde der Innenraum restauriert, wobei die Wandmalerei aufgedeckt und die Kanzel versetzt wurde.
In den Jahren 1998–2001 wurde der Außenputz der Kirche erneuert sowie der Turm und die Bekrönung repariert. Die Glockenanlage wurde in den Jahren 2003 erneuert und um das frühere Geläut aus Aue ergänzt. In den Jahren 2011/2012 wurde das Innere saniert, wobei der Fußboden, die Heizung, die Elektroanlage und die Innenausmalung erneuert oder restauriert wurden.

## Architektur
Das Bauwerk ist ein verputzter Bruchsteinbau mit gerade geschlossenem Chor und massiven Strebepfeilern an den Ecken, der mit einem Satteldach abgeschlossen wird. In der Ostwand ist eine Gruppe aus drei Lanzettfenstern, im Chor Korbbogenfenster und spitzbogige Fenster im Saal angeordnet. Ein Rundbogenportal an der Westseite ist in Sandstein ausgeführt. An der Nordseite des Chores ist die Sakristei angebaut, an der Südseite ein Anbau mit Volutengiebel. Der stämmig proportionierte Westturm ist mit einem barocken Dachreiter abgeschlossen.
Das dreijochige Innere ist durch Kreuzgratgewölbe abgeschlossen, das westliche Turmjoch eingezogen. Der zweijochige Chor ist mit einem Kreuzgratgewölbe abgeschlossen, das sich auf knollenartige Kapitelle ohne Dienste stützt. Eine zweigeschossige Emporenanlage zieht sich an drei Seiten um das Schiff. Im westlichen Chorjoch sind zu beiden Seiten logenartige Betstuben angebracht. Der südliche Prospekt ruht auf kräftigen Volutenkonsolen, die Fenster werden von ionischen Pfeilern flankiert.
Die Sakristei ist mit einem Kreuzgratgewölbe abgeschlossen, die darüber liegende Schatzkammer mit einem spätgotischen Kreuzgratgewölbe. Die frühgotische Sakristeitür ist spitzbogig, mit kräftigen Profilen und mit teils gotischen Beschlägen versehen.
Im östlichen Chorjoch ist eine wertvolle Gewölbemalerei aus der Zeit um 1300 mit der Maiestas Domini, den Evangelistensymbolen und Sternen zu sehen, an den Wänden sind Gerichtsengel, Auferstehende sowie der Zug der Seligen und Verdammten dargestellt. Die Sakramentsnische aus dem dritten Viertel des 14. Jahrhunderts ist mit einer gemalten Umrahmung versehen.

## Ausstattung
Der hoch aufstrebende Altaraufbau vermutlich von Valentin Otte aus der Zeit um 1655 ist reich mit Säulen und bewegten Figuren ausgestattet. Er enthält vier Bilder übereinander und zeigt zu beiden Seiten Schnitzfiguren der vier Evangelisten auf Konsolen. In der Predella ist das Abendmahl dargestellt, im Hauptgeschoss Moses mit der Ehernen Schlange und einer plastischen Kreuzigungsgruppe davor. Im Obergeschoss ist die Opferung Isaaks dargestellt, davor als plastische Gruppe drei Frauen am Grab Christi, gerahmt von Säulen mit Obeliskbekrönung und Kielbogenschluss. In der ovalen Bekrönung ist die Auferstehung zu sehen mit dem figürlichen Lamm Gottes mit der Siegesfahne darüber.
Die hölzerne Kanzel ist mit einem achteckigen Korb auf einer Säule gestaltet und stammt vermutlich von 1667. Sie ist mit einem weit ausladenden, prunkvollen Schalldeckel mit Roll- und Schweifwerk ausgestattet und zeigt als Bekrönung eine geschmiedete Sonne. Der Taufstein von 1860 ist mit einem Becken aus Zinn mit der Jahreszahl 1864 versehen.
Die mehrfach umgebaute Orgel ist ein Werk von Eule Orgelbau aus dem Jahr 1928 mit 35 Registern auf zwei Manualen und Pedal.